# 岡比亞國家圖書館
岡比亞國家圖書館（英語：National Library of The Gambia）是位於冈比亚首都班竹的國家圖書館。圖書館在1946年前由英國文化協會營運，並在1971年更為現名。圖書館現時由岡比亞國家圖書館服務管理局（The Gambia National Library Services Authority, GNLSA）營運和管理。在2016年，圖書館館藏115500本圖書及85本期刊。岡比亞國家圖書館有至少42名員工和276個註冊用戶。
岡比亞國家圖書館也同時是岡比亞的官方法定送存圖書館及國家主要書目中心。圖書館存有約2000份有關岡比亞及其歷史的已存檔文獻。岡比亞國家圖書館提供成人圖書館、兒童圖書館、大宗學校借閲、流動圖書館和郵寄圖書服務。

## 歷史
冈比亚國家圖書館在1946年前由英國文化協會營運，並在1971年更為現名。冈比亚在1962年以前並沒有自己建立的圖書館，而岡比亞國家圖書館是該國唯一不附設於學校、政府部門、宣教所和俱樂部的圖書館。當岡比亞國家圖書館由英國文化協會移交至岡比亞政府時，圖書館館藏25000本書與500本專著。英國政府在1974年捐獻了75000英镑予岡比亞以營運圖書館。在1976年，一座綜合大樓落成，而根據圖書館委員會法（Library Board Act），岡比亞國家圖書館遷往該大樓。圖書館現時由岡比亞國家圖書館服務管理局（The Gambia National Library Services Authority, GNLSA）營運和管理。在1970年代，圖書館的館藏是原來的接近兩倍。根據冈比亚国民议会在2009年通過的法案，岡比亞國家圖書館服務管理局成立，而岡比亞國家圖書館也因此得到了更多的權力和自主權。書援國際是岡比亞國家圖書館的海外合作夥伴，並與圖書館合作向岡比亞大學醫學院捐贈書籍。圖書館通過外部捐贈、自行購買、政府機構等途徑獲得所有館藏。
根據聯合國在2013年的估算，岡比亞成年人的識字率是41%。

## 服務
在2016年，岡比亞國家圖書館館藏115500本圖書及85本期刊。岡比亞國家圖書館位於冈比亚首都班竹的雷格·派伊里（Reg Pye Lane）。圖書館設有影印設施、學校服務和国际标准书号發放服務，並能存取联合国教育、科学及文化组织的刊物。岡比亞國家圖書館會在國家層面協調有關圖書館和資訊的問題，並可以對不遵守圖書館規定者進行處罰。圖書館在1990年於西部區布里卡馬開設了分館。岡比亞國家圖書館也同時是岡比亞的官方合法資訊載體及國家主要書目中心。圖書館存有約2000份有關岡比亞及其歷史的已存檔文獻。岡比亞國家圖書館提供成人圖書館、兒童圖書館、大宗學校借閲、流動圖書館和郵寄圖書服務。岡比亞國家圖書館也儲存了岡比亞與其市鎮的一些重要和具歷史性的地圖，以及報導該國歷史上的重大事件錄音帶和新聞剪輯。